# Cneoraceae
Cneoraceae es una familia de arbustos con hojas alternas, simples y enteras, coriáceas; flores hermafroditas actinomorfas, trímeras o tetrámeras, hipoginas, agrupadas en cimas; fruto drupáceo tricoco. Posee un solo género y unas tres especies en la región mediterránea occidental, Canarias y  Cuba.
- Cneorum

Cneorum tricoccon L., olivillo.
Los sistemas APG II y APG III han asignado estos géneros a la familia Rutaceae.
- Datos: Q2700738
- Multimedia: Cneoraceae / Q2700738